# Sziklaamarant
A sziklaamarant (Lagonosticta sanguinodorsalis) a madarak osztályának a verébalakúak (Passeriformes) rendjébe, ezen belül a díszpintyfélék (Estrildidae) családjába tartozó faj.

## Rendszerezése
A fajt Robert Payne amerikai ornitológus írta le 1998-ban.

## Előfordulása
Nyugat-Afrikában, Nigéria területén honos. A természetes élőhelye szubtrópusi és trópusi száraz gyepek és cserjések. Állandó, nem vonuló faj.

## Megjelenése
Testhossza 11 centiméter, testtömege 11,4 gramm.

## Életmódja
Fűmagvakkal táplálkozik.